# Bessera
Bessera es un género de plantas monocotiledóneas perteneciente a la familia Asparagaceae. Incluye tres especies nativas de México.

## Taxonomía
El género fue descrito por Julius Hermann Schultes y publicado en Linnaea 4: 121. 1829. La especie tipo es: Bessera elegans Schult.f.
Etimología
Bessera: nombre genérico otorgado en honor del botánico Willibald S.J.G. von Besser.

## Especies
A continuación se brinda un listado de las especies del género Bessera aceptadas hasta marzo de 2011, ordenadas alfabéticamente. Para cada una se indica el nombre binomial seguido del autor, abreviado según las convenciones y usos, y la publicación válida. Finalmente, para cada especie también se detalla su distribución geográfica.
- Bessera elegans Schult.f., Linnaea 4: 121 (1829). México.
- Bessera tenuiflora (Greene) J.F.Macbr., Contr. Gray Herb. 56: 11 (1918). Sur de Baja California, México.
- Bessera tuitensis R.Delgad., Bol. Inst. Bot. (Guadalajara) 1: 131 (1992). Jalisco, México.